# آراف‌ای مین (۱۹۲۴)
آراف‌ای مین (۱۹۲۴) (به انگلیسی: RFA Maine (1924)) یک کشتی بود که طول آن ۴۲۷ فوت ۱ اینچ (۱۳۰٫۱۸ متر) بود. این کشتی در سال ۱۹۲۴ ساخته شد.